# Eutymiusz (Szutak)
Eutymiusz, imię świeckie Wasyl Szutak (ur. 1934 w Kopasznewie, zm. 19 stycznia 2000) – ukraiński biskup prawosławny. 
Urodził się w rodzinie chłopskiej. W 1957 złożył wieczyste śluby mnisze w monasterze Trójcy Świętej w Chuście. W 1963 ukończył seminarium duchowne w Odessie. Wcześniej, w 1962, został wyświęcony na hierodiakona, zaś w 1964 – na hieromnicha. Skierowano go następnie do pracy duszpasterskiej w różnych parafiach eparchii jarosławskiej i rostowskiej. W 1977 otrzymał godność igumena, zaś w 1984 – archimandryty. Od 1980 żył w monasterze Podwyższenia Krzyża Pańskiego w Czumałewie, pełniąc funkcję spowiednika mnichów. 28 lipca 1989 miała miejsce jego chirotonia na biskupa mukaczewskiego i użhorodzkiego. Ceremonia odbyła się w soborze św. Włodzimierza w Kijowie z udziałem konsekratorów: metropolitów kijowskiego i halickiego Filareta, lwowskiego i drohobyckiego Nikodema, arcybiskupów czernihowskiego i nieżyńskiego Antoniego, iwano-frankowskiego Makarego, wołyńskiego i rówieńskiego Warłaama, charkowskiego i bohoduchowskiego Ireneusza, biskupów kirowohradzkiego i nikołajewskiego Sebastiana, sumskiego i achtyrskiego Nikanora oraz czernowieckiego i bukowińskiego Antoniego. W 1996 został podniesiony do godności arcybiskupiej. Zmarł w 2000. 